# Esbjörn Reutercrantz den äldre
Esbjörn Reutercrantz, före adlandet Mårtensson, född 1601 i Stockholm, död 28 maj 1658 vid Ulvesund, var en svensk beridare, hovstallmästare och godsägare.

## Biografi
Han var son till Mårten Esbjörnsson (död 1636) och Anna Johansdotter som var dotter till kamreraren Johan Jakobsson. Han var från 1630-talet gift med Magdalena Svahn som var dotter till borgmästaren i Västerås Aron Persson (död 1640). Paret fick nio barn varav fem kom att verka som stallmästare. Bland barnen märks hovstallmästaren Arent (1632–1669), häradshövding Mårten (1635–1680) och hovstallmästaren Esbjörn (1640–1717).
Reutercrantz var beridare vid kungliga stallet 1640 och utnämndes till hovstallmästare vid Ulvesunds och Strömsholms stallstater. Reutercrantz adlades 1649 och introducerades 1649 under nummer 449. Han fick vid adlandet namnet Ryttarecrantz, vilket senare byttes mot Reutercrantz.
Som godsägare drev han Signesholm gård och Stensjö gård i Rytterne socken, för den sistnämnda gården fick han säterifrihet 1647. Han dog vid Ulvesund stallstat och begravdes i Kolbäcks kyrka. Det norra koret i kyrkan uppfördes 1658 som gravkor för släkten Reutercrantz.